# Hipparchia wyssii
Hipparchia wyssii är en fjärilsart som beskrevs av Hugo Theodor Christoph 1889. Hipparchia wyssii ingår i släktet Hipparchia och familjen praktfjärilar. IUCN kategoriserar arten globalt som livskraftig. Inga underarter finns listade i Catalogue of Life.